# Попова, Ольга Валентиновна
О́льга Валенти́новна Попо́ва (род. 15 сентября 1964, Асбест, Свердловская область, РСФСР, СССР) — российский политолог и социолог. Доктор политических наук, кандидат социологических наук, профессор. Профессор и заведующая кафедрой политических институтов и прикладных политических исследований факультета политологии СПбГУ (до 2024 года). Заместитель главного редактора научного журнала «Политическая экспертиза».

## Биография
С 1981 по 1986 год обучалась на философском факультете Уральского государственного университета в Свердловске, по окончании которого получила распределение в Карагандинский государственный университет, где работала до 1989 г. В 1990—1993 гг. обучалась в аспирантуре философского факультета СПбГУ, по окончании которой в 1993 году под руководством докт. филос. наук, проф. Артёмова Г. П. успешно защитила кандидатскую диссертацию по политической социологии на тему «Политическая активность как фактор демократизации власти». В 2003 году защитила докторскую диссертацию по политическим наукам на тему «Политическая идентификация в условиях стабильности и трансформации общества».
В 1993—1994 гг. работала на кафедре политологии Санкт-Петербургского государственного технического университета им. Петра Великого в должности старшего преподавателя. С 1994 по 2009 г. работала на факультете философии и политологии СПбГУ на кафедре политических институтов и прикладных политических исследований (сначала в должности старшего преподавателя, с 1998 г. — доцентом, а с 2004 г. — профессором). С октября 1997 г. по ноябрь 2008 г. — заместитель декана факультета философии и политологии СПбГУ по работе с аспирантами и докторантами. С ноября 2009 г. является профессором кафедры политических институтов и прикладных политических исследований на образованном в том же году факультете политологии СПбГУ. С января 2010 г. по сентябрь 2024 г. работала заведующей этой кафедрой.

## Основные работы
О. В. Попова является автором более 190 научных публикаций, среди которых особенно известны следующие:

### Монографии и учебники
- Попова О. В. Политическая идентификация в условиях трансформации общества. — СПб.: Изд-во Санкт-Петербургского гос. университета, 2002. — 258 с. — ISBN 5-288-02848-6.
- Попова О. В. Методика и техника эмпирических политических исследований. Учебно-методическое пособие. — СПб.: Изд-во Санкт-Петербургского гос. университета, 2002. — 160 с.
- Попова О. В. Политический анализ и прогнозирование. Учебник. — М.: Аспект Пресс, 2011. — 464 с. — ISBN 978-5-7567-0621-5.
- «Политика постправды» и популизм / под ред. О. В. Поповой. — СПб.: Скифия-принт, 2018. — 216 с. — ISBN 978-5-98620-336-2.

### Статьи и главы в коллективных трудах
- Попова О. В. Формирование имиджа политика и государственного служащего. Спичрайтерство в политико-административном управлении // Политико-административное управление. Учебник / Под ред. В. С. Комаровского и Л. В. Сморгунова. М.: Изд-во РАГС, 2004. С.447-468.
- Попова О. В. Консервативные ценности в политическом сознании населения (параграф в учебном пособии) // Введение в проблематику российского консерватизма. Учеб. пособие. СПб.: Издательский Дом С.-Петербург. гос. ун-та, 2007. Гл. 7. § 2.С. 376—395.
- Попова О. В. Особенности спичрайтерства в государственном управлении и политике (глава в учебнике) // Государственная политика и управление. Учебник в 2-х част. Ч.2. (Уровни, технологии, зарубежный опыт государственной политики и управления) / Под ред. Л. В. Сморгунова. М.: РОССПЭН, 2007. Гл. 35. С. 211—224.
- Попова О.В. "Измерительный инструмент" в сравнительной политологии: к вопросу о нерешенных проблемах // Политическая экспертиза: ПОЛИТЭКС. — 2009. — № 1. — С. 271—291.
- Попова О. В. Особенности политической идентичности в России и странах Европы // Полис. Политические исследования. — 2009. — № 1. — С. 143—157.
- Попова О. В. Особенности формирования имиджа государственного служащего (лекция) // Государственная служба. Вестник. 2009. № 2. С. 60-74.
- Попова О. В. Гендерные аспекты политической карьеры российской субфедеральной элиты: мнения экспертов // Женщина в российском обществе. — 2013. — № 3 (68). — С. 21—30.
- Попова О. В. Особенности политического сознания современной российской молодежи // Политическая наука. — 2017. — № 1. — С. 138—162.
- Попова О. В. Модели идентичности политических акторов в современной России // Политическая наука. — 2018. — № 2. — С. 173—194.